# دریاچه ساوه
دریاچهٔ ساوه نام دریاچه‌ای در ایران باستان بوده که امروزه خشک شده‌است. حدود آن از یک‌سو تا ساوه و از سوی دیگر تا ورامین امتداد داشته و هم‌اکنون  دریاچه نمک و دریاچه حوض سلطان از بقایای آن به‌شمار می‌رود. این دریاچه در متون تاریخی با نام های قدیمی تر نظیر فراخ کرت شناخته می شد. در حال حاضر طی دو دهه گذشته زمین شناسانی همچون هادی جراحی تحقیقات متمرکز بر روی این موضوع داشته و نام جدید "ابر دریاچه باستانی ری" را برای آن پیشنهاد داده اند. وسعت این دریاچه معادل 1.7 برابر دریای خزر است. 

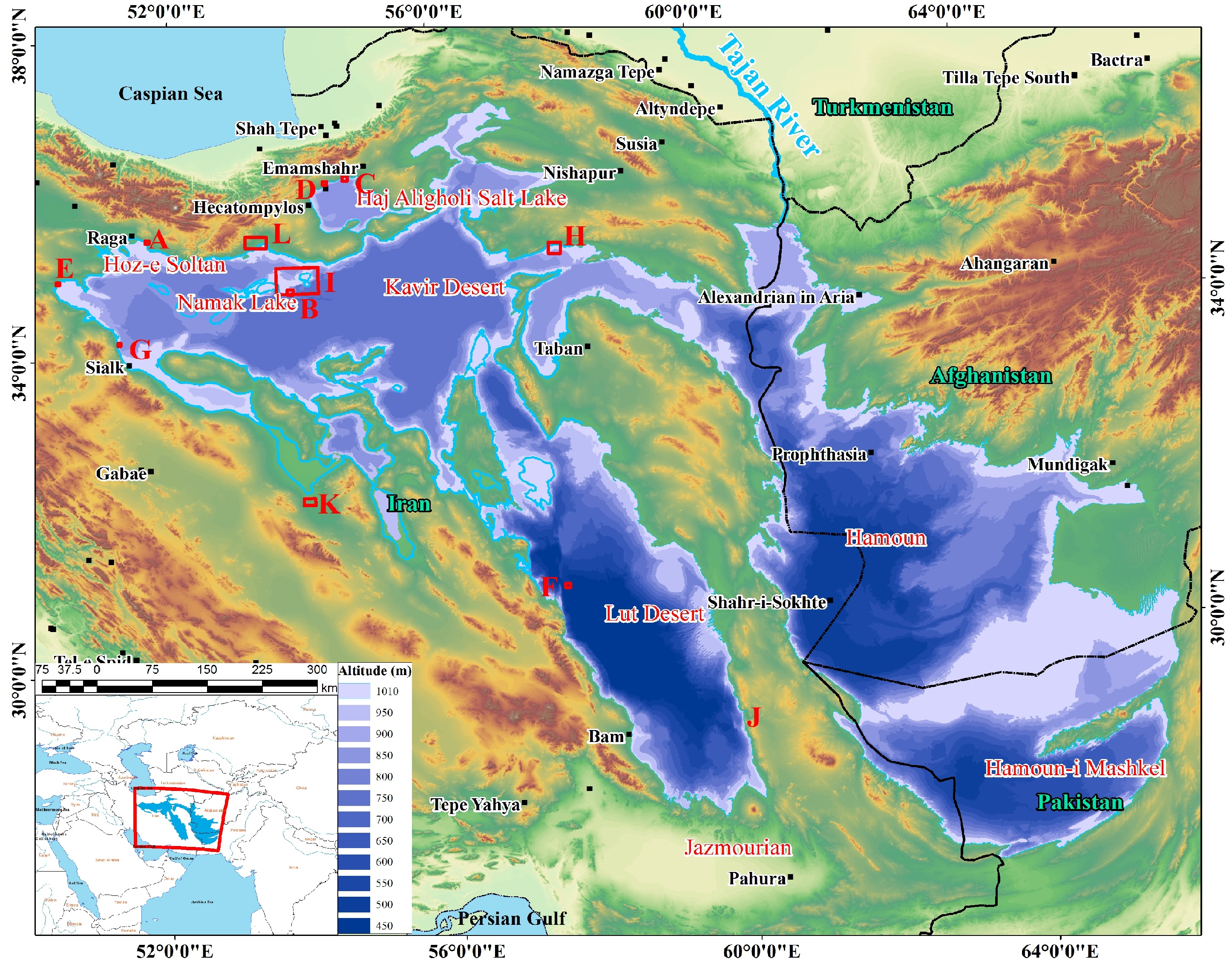
موقعیت تقریبی دریاچه ساوه

## دیرین‌شناسی و زمین‌شناسی
از نظر زمین‌شناسی، کویر مرکزی ایران و کویر لوت در دوره‌های پیشین زمین‌شناسی زیر دریای بزرگی بوده‌اند، که دریاچه آرال و دریای خزر نیز بخشی از آن بوده‌اندـ به تدریج با دگرگون شدن شکل پوسته آسیا و فشار پوسته اقیانوس هند به پوسته آسیا، این بخش‌ها بلندتر شده و رشته‌کوه‌های ایجاد شده بخش‌هایی از دریای تتیس را از آن جدا کرده‌اند، این بخش‌ها هر چند بسیار وسیع بوده‌اند اما به تدریج شروع به خشک شدن کرده‌اند، علت این موضوع کمبود بارش در این مناطق و همچنین تبخیر بسیار بالای منطقه مدار رأس‌السرطان بوده‌است.
یکی از این بخش‌ها حوزه فلات ایران بوده‌است که میان رشته‌کوه‌های البرز و زاگرس در شمال و غرب و همچنین فلات افغانستان در شرق، باقی مانده و به تدریج شروع به خشک شدن کرده‌است، در حالی که امروز این منطقه شامل دشت کویر و کویر لوت می‌گردد در گذشته‌های بسیار دور و احتمالاً پیش از ظهور انسان دریای بزرگی بوده‌است.

### پیدایش دریاچه ساوه
در هزاره بیستم تا دهم پیش از میلاد تقریباً چیزی از دریاچه فلات مرکزی ایران که از جنوب دشت کویر پیرامون هامون جازموریان تا بجنورد و دامغان در شمال خراسان و میبد، اصفهان و همدان در غرب گسترده شده بود نمانده بود، به جز حوضچه‌های چند صد هکتاری که در نقاط گودتر باقی بوده‌است و دریاچه‌ای در غرب منطقه که بعدها به دریاچه ساوه مشهور شده‌است و به دلیل وجود رودهای پرآب که به آن آب کافی می‌رسانده‌اند و آب و هوای معتدل‌تر باقی مانده‌است.
در هزاره نخست پیش از میلاد این دریاچه نیز شروع به خشک شدن کرده‌است و از همدان به ساوه و کمتر از آن عقب رفته‌است؛ یعنی چیزی حدود تراز ۱۲۰۰ متری؛ اما در دوران هخامنشی و ساسانی از نوشته‌ها و شواهد چنین بر می‌آید که دریاچه در نزدیکی شهر ساوه و ورامین بوده‌است یعنی در تراز ۹۰۰ تا ۱۰۰۰ متری بالای آب‌های آزاد.

### باقی‌مانده دریاچه ساوه
بنا به نخستین گزارش‌های مورخان پس از اسلام اثری از دریاچه ساوه وجود نداشته‌است یا بسیار ناچیز و شوره‌زار بوده‌است و این نشان می‌دهد که در تداوم خشک شدن تدریجی دریاچه در سده ششم و هفتم میلادی تراز آب به حدود ۷۰۰ تا ۸۰۰ متری رسیده بوده‌است که تقریباً ۱۰٪ دریاچه در هزاره پیشین است.
امروزه دریاچه نمک مرکزی کویر باقی‌مانده دریاچه پیش از تاریخ و دریاچه نمک حوض سلطان باقی‌مانده دریاچه ساوه پنداشته می‌شود که به وضوح جدا بودن حوزه آبخیز دو منطقه را با جمع شدن نمک در مرکز حوزه آبخیز نشان می‌دهد.
دریاچه حوض سلطان که با مساحتی حدود ۳۳۰ کیلومتر مربع، به "دریاچهٔ قم"، "دریاچهٔ شاهی" و "دریاچهٔ ساوه" نیز مشهور است، در جهت غربی – شرقی در شمال غربی دریاچه نمک و شمال استان قم قرار دارد. برخی با توجه به نام ساوه که به آن داده‌اند، آن دریاچه را به حوض سلطان منتسب کرده‌اند، از جمله " گوبینو" و " دیولافوآ " در سفرنامه‌های خود می‌نویسند احتمالاً این دریاچه ممکن است بخشی از دریای بزرگ ساوه بوده باشد که در روز تولد پیامبر اسلام خشک شده و این نشانه‌ای از ظهور پیامبر اسلام بوده‌است.
در حقیقت دریاچه حوض سلطان شامل دو چالهٔ جدا از هم به نام «حوض سلطان» و «حوض مُرّه» است که مجموعه آن بیشتر به نام حوض سلطان معروف شده و کمتر از حوض مُرّه یاد می‌شود.
آب‌هایی که به این دریاچه وارد می‌شود، دائمی نیست و به علت عبور از طبقات نمکی، بسیار شور است. هرگاه ورود آب افزایش یابد، سطح دریاچه گسترش یافته و اراضی پست و شوره‌زار و باتلاقی پیرامون را با آب صاف می‌پوشاند و به صورت دریاچهٔ بزرگی در می‌آید. خاک اطراف به سبب خشک شدن تدریجی، دوایر متحدالمرکزی را حول مرکز دریاچه تشکیل می‌دهد که میزان شوری از مرکز به طرف بیرون به تدریج کاهش می‌یابد.
دریاچه حوض سلطان بعد از اسلام تا حدود سده ۱۹ میلادی دوره‌های خشک و مرطوب فراوان دیده و بر حسب تغییرات مجرای رود مسیله یا رود شور به صورت دریاچه، باتلاق و کویر درآمده است. از زمان صفویان به بعد نیز ارتباط بین دریاچه حوض سلطان و دریاچه نمک به سبب تأسیس سدی در بالای پل دلاک که آب رود قره‌چای را به دریاچه نمک هدایت می‌کرد، قطع یا ضعیف شد. در سال ۱۲۶۲ ش، دو نیمهٔ دریاچه حوض سلطان به هم متصل شد و تشکیل دریاچهٔ بزرگی را داد. گویند در سال ۱۲۹۹ هـ. ق، با تخریب سدی که در برابر مسیله رود قرار داشت، دریاچه هر روز کوچک‌تر شد. برای آباد کردن زمین‌های زراعتی ساوه هم سد ساوه را تعمیر و مانع هدر رفتن آب شدند. این امر موجب خشکی باتلاق‌های اطراف دریاچه و مانع ورود آب به دریاچه حوض سلطان شده‌است.

### شواهد باستان‌شناسی و معماری
بناهایی تاریخی از دوران پیش از اسلام در منطقه وجود دارد که نشان می‌دهد در محدوده‌ای که فرض می‌شود دریاچه قرار داشته‌است، بنایی با بیش از هزار سال قدمت یافت نمی‌شود در حالی که در پیرامون دریاچه بناهایی با بیش از هزار و پانصد سال قدمت فراوان هستند.
بیشتر شهرهای بزرگ پیش از اسلام این منطقه، پیرامون این دریاچه شکل گرفته بوده‌اند، کشتی‌های کوچک نیز در این دریاچه به ویژه میان ساوه و ورامین که دو شهر مهم بوده‌اند، رفت‌وآمد می‌کرده‌اند. از این جهت برای راهنمایی آن‌ها میل‌های راهنما (چیزی شبیه فانوس دریایی) ساخته شده بود که برخی از آن‌ها هنوز هم موجود است و بر اساس آن‌ها مسیر فرضی حرکت کشتی‌ها به‌دست آمده‌است. این میل‌های راهنما به ترتیب عبارتند از میل تپه گبری، میل ورامین، میل چشمه شور در کنار آزاد راه تهران-قم، میل دژ زاویه و میل ساوه.

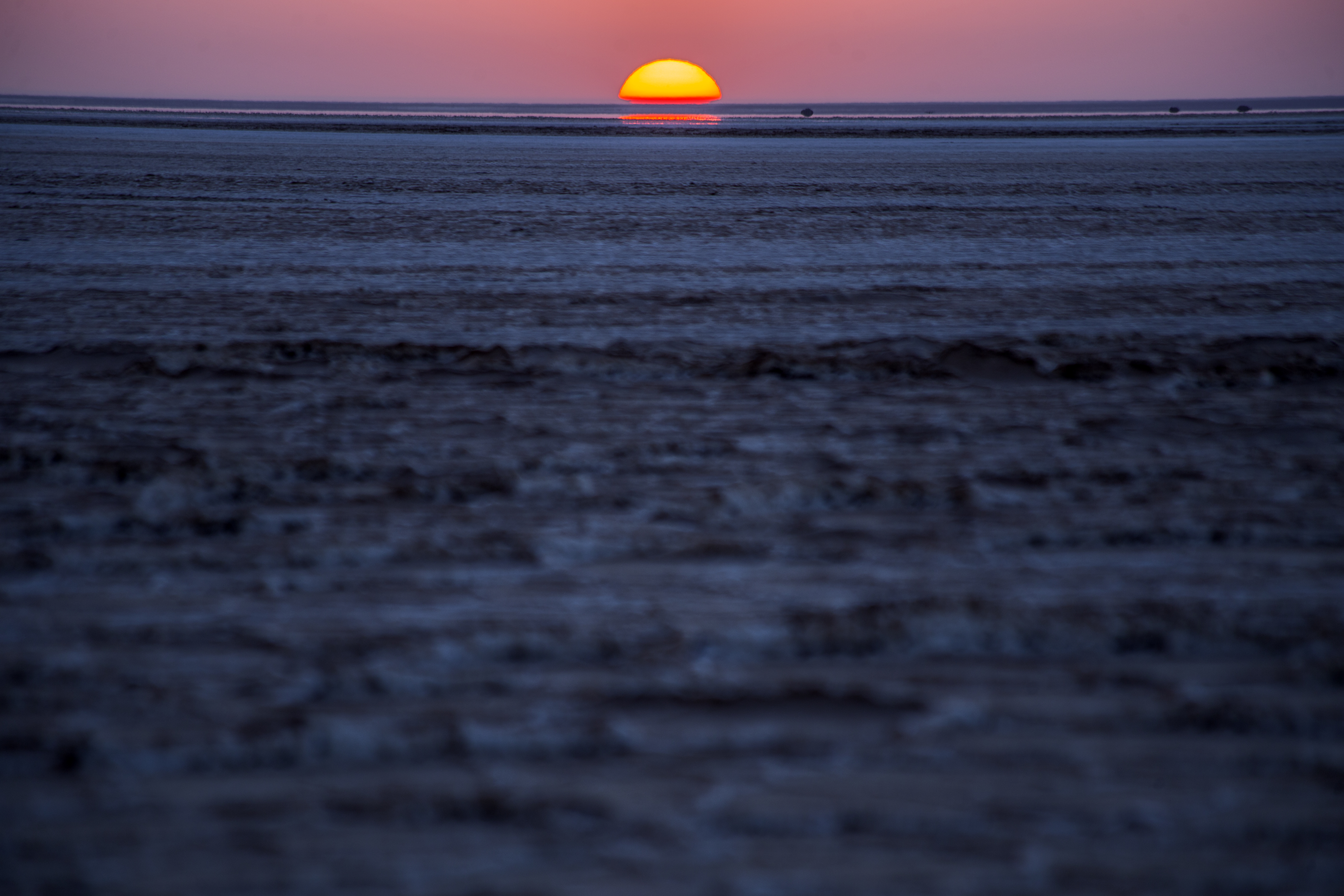
دریاچه نمک حوض سلطان

این دریاچه در مرکز حوزه آبخیز قرار داشته و رودهای فراوانی از جمله جاجرود، رودخانه کرج، مسیل رودهای تهران و شمیران از شمال، قم‌رود از جنوب و رودخانه ساوه (امروزه معروف به قره‌چای) از غرب به آن می‌ریخته‌است، هر چند این رودها هنوز وجود دارند ولی کم‌آبی آن‌ها و میزان تبخیر بالای منطقه به تدریج دریاچه را از میان برده‌است و تنها دریاچه کوچکی از نمک نزدیک آزادراه تهران-قم از آن باقی مانده‌است.

## شواهد تاریخی
زکریای قزوینی در آثارالبلاد و اخبارالعباد چنین نوشته که: «در زمان‌های قدیم دریاچه‌ای نزدیک ساوه بود که مقارن ولادت حضرت رسول اکرم خشکیده و به زمین زراعتی تبدیل گشته‌است» علامه مجلسی در جلاء العیون از دریاچه ساوه (نزدیک کاشان) سخن گفته‌است. همچنین در دیگر کتاب‌های تاریخ مانند «حبیب‌السیر» تألیف خواندمیر و روضةالصفا تألیف «میرخواند» از آن سخن رفته‌است.
در این بخش چند سند کهن تاریخی دربارهٔ وجود دریاچه‌ای در منطقه ساوه پیش از اسلام آورده می‌شود. نخستین سند «نامه مینوی اوستا» است. در زامیادیشت، کرده ۹، بند ۶۷، از دریاچه «زرنومئی‌تی» یا زرنومیتی (زرمند زرند زرّین) سخن رفته‌است. در بندهش، فصل ۲۲، بند ۶، به همین دریاچه، با عنوان دریاچه زرینمند در منطقه همدان (و ساوه) اشاره شده‌است. دریاچه رزّینمند در فردگرد ۲۲ بندهش، همراه با دریاچه چیچست و چند دریاچه دیگر یاد شده‌است. یسنا، ج ۲، ص ۱۴۸. یکی از این دریاچه‌ها دریاچه خسرو یا کیخسرو است. در فصل ۲۲ بندهش، بند ۸ آمده «دریاچه هوسرو (خسرو) در پنجاه فرسنگی دریاچه چیچست واقع است». و در زامیاد پشت، بند ۵۶ و بند ۵، اول به کیخسرو و بعد به دریاچه خسرو درود فرستاده شده‌است.
بنابر آنچه که از مطالب اوستا نقل شد، وجود دریایی در مناطق همدان و ساوه در حدود سه هزار سال قبل (تقریباً ۱۵۰۰ سال قبل از تولد پیامبر اسلام) استفاده می‌شود. همچنین دور نیست که امروزه منطقه زرند ساوه، نام خود را وامدار نام دریای زرنومئی‌تی یا زرینمند مندرج در اوستا باشد. حتی ارتباط لغوی کلمه «ساوه» که در فرهنگ‌های مختلف مانند لغت فرس، سرمه سلیمانی و اوحدالدین عبدالله کازرونی، برهان قاطع، و آنندراج به معنای خرده ریزه طلا و زر آمده با نام زرینمند و زرنومیتی بعید نمی‌نماید.
شاهد دیگر بر این موضوع این است که رودی که از کوهستان مرکزیب (راسمند و کزاز) در دشت ساوه و آوه روان می‌شود، همین «قره‌چای» یا «قره‌سو» ی کنونی است که نام دیگر و کهن آن زرّین‌رود است. زرّین‌رود یا رودخانه زرینه از کوه‌های جنوب غربی (رشته‌های شرقی کوهستان الوند) سرازیر شده، پس از پیوستن به رودخانه مزدقان، از کوه‌های شمال غربی ساوه (رشته‌های شرقی کوهستان خرقان) در شیبگاه دشت ساوه به سوی کویر قم رفته به دریاچه حوض سلطان می‌ریزد. این زرّین رود، در میان مردم قدیم هم سابقه طولانی داشته‌است. روایات مختلفی دربارهٔ آن نقل شده‌است. از جمله اینکه بنای سدّ قدیمی ساوه بر روی زرین‌رود کهن را به شاهپور ذوالاکتاف نسبت داده‌اند.
یک سند مهم و ارزشمند دیگر که بر وجود دریاچه ساوه در روزگار اشکانیان دلالت می‌کند، کتاب «تاریخ قم» تألیف حسن بن محمد قمی در سال ۳۷۸ ق است. وی این کتاب را برای صاحب بن عبّاد وزیر تألیف کرده‌است. اهمیت «تاریخ قم» در این است که حسن بن محمد قمی در تألیف آن از منابع قدیمی‌تری استفاده کرده که هیچ‌کدام از آن‌ها تا امروز بر جای نمانده یا در دسترس نیستند. از جمله منابع او کتاب تاریخ همدان ابو علی کاتب همدانی، تاریخ اصفهان حمزه اصفهانی، تاریخ برقی و کتاب ری کهن است که او مطالب آن‌ها را به همان شکل نقل کرده‌است.
روایت «قمی» در آن کتاب دربارهٔ آوه و ساوه:
«گویند بیب بن جوزدرز (گیوبن‌گودرز) آبه را به ناحیت ساوه بنا کرده‌است… از بعضی از متقدمان حکایت است که آبه دریائکی بوده‌است، یکی از پادشاهان عجم که اتفاقاً بر آن بگذشت در جوانب آن صید کردن خوش یافت، بفرمود تا آن آب را گشادند و کوشکی بدان موضع بنا کردند، و به بالای آن برآمد. آثار کهنه و قدیمه دید. گفت: این نشانه‌ها و علامت‌ها و اثرها چیست؟... و برخی از بعض روات عجم حکایت کنند که اول موضعی که از مواضع رساتیق ساوه و حوالی آن بنا کرده، و سبب بنای آن آن بود که کیخسرو بدان جا رسید و آن دریاچه‌ای بود در موضع و جای آبه، آبی پاکیزه و صافی بود. بدان آب فرود آمد و به زبان عجم گفت: که بدین آب «سا ای افااستی» یعنی این آب محتاج است به سایه‌ای و بنایی و عمارتی، سپس آبه را به قول کیخسرو که گفت آب، آبه نام کرده‌اند، و گویند که پیب بن جودرزب از کیخسرو خواست که بدانجا عمارتی بنیان کنند و بنایی؛ کیخسرو او را دستوری داد، پس بیب قریه آبه را بنا کرد باذن و اجازت کیخسرو..». و در جای دیگر: «ابتدای بنای رستاق ساوه در ایام کیخسرو بود… راوی گوید در آن روزگار به جبال به‌غیر از همدان و ری و اصفهان شهری دیگر نبوده‌است، پس چون کیخسرو از همدان برخاست و به جانب افراسیاب عزیمت کرد… نظر کرد با ساوه و قم و در آن حال هر دو دریائکی بودند، کیخسرو به فهلوی مثل زد و گفت: «خدش درمان برم‌افش بوشاام بذش کسخر کرام ماوش در نشانان» (یعنی اگر خدا مرا یاری دهد و به افراسیاب ظفر یابم، این آب را بگشایم و این موضع را عمارت کنم)».
از مطالب حسن بن محمد قمی چند نکته را می‌توان استفاده کرد:
۱. از آنجا که گیو و گودرز از پادشاهان اشکانی بوده‌اند که نام آن‌ها به تدریج در روایات ملی ایران راه یافته و در شمار پهلوانان درآمده‌اند، می‌توان تاریخ روایت را مربوط به روزگار اشکانیان دانست، البته اختلاف کوچکی در این مورد وجود دارد، به این شکل که در بیستون کتبیه اشکانی وجود دارد که بر اساس آن گیو پدر گودرز است. اما در «تاریخ قم» و شاهنامه فردوسی گیو پسر گودرز دانسته شده‌است.
چو گودرز و چون طوس و گیو دلیر
چو گستهم و شیدوس و بهرام شیر
(فردوسی)
۲. چنین می‌نماید که مقصود حسن بن محمد قمی از نقل این روایت آن است که «آوه آبه» به قیزقلعه یک دژ در ۲۰ کیلومتری جنوب غرب ساوه دوره ساسانی و اوایل اسلام معنی «بر آب نهاده شده/بر آب» است.
۳. از روایت حسن بن محمد قمی که خود از برخی روات متقدم و منابع کهن‌تر مثل تاریخ برقی و جز آن نقل کرده‌است، چنین بر می‌آید که در دوره اشکانی، در نواحی جنوب و جنوب شرقی ساوه، آوه و قم دریاچه یا دریائکی وجود داشته که در کنار آن هم «آثار قدیمه» شهر ساوه و آوه موجود بوده‌است.
و سرانجام در «دریایب کیخسرو» مندرج در روایت «تاریخ قم» و دریای کیخسرو یاد شده در بندهش، فصل ۲۲، بند ۸ هم باید از سر تأمل نگاه کرد.
دریاچه ساوه سال‌ها مورد پرستش قرار می‌گرفت تا اینکه در هنگام تولد پیامبر اسلام به زمین فرورفت و خشک شد.